# Ocotea psychotrioides
Ocotea psychotrioides là loài thực vật có hoa trong họ Nguyệt quế. Loài này được Billb. ex Meissner miêu tả khoa học đầu tiên năm 1864.